# سانتو دومینگو استه
سانتو دومینگو استه (به لاتین: Santo Domingo Este) یک شهر در جمهوری دومینیکن است که در استان سانتو دومینیگو واقع شده‌است.

## خصوصیات
سانتو دومینگو استه ۱۰۶٫۲۹ کیلومترمربع مساحت و ۷۰۱٬۲۶۹ نفر جمعیت دارد.